# Valisora község
Valisora község (románul: Comuna Vălișoara) község Hunyad megyében, Romániában. Központja Valisora, beosztott falvai Gyalumáre, Szelistyora, Sztojenyásza.

## Népessége
A 2011-es népszámlálás adatai alapján a község népessége 1197 fő volt.